# Qiming Venture Partners
Qiming Venture Partners (tiếng Trung: 啟明創投) là một công ty đầu tư mạo hiểm có trụ sở tại Trung Quốc. Công ty chủ yếu đầu tư vào các công ty liên quan đến Công nghệ, Internet và Chăm sóc sức khỏe trên khắp Trung Quốc. Đó là nhà đầu tư ban đầu vào ByteDance, Xiaomi, Meituan và Bilibili.

## Thành lập
Qiming Venture Partners được thành lập vào năm 2006. Công ty có trụ sở chính tại Thượng Hải với các văn phòng ở Bắc Kinh, Tô Châu, Thâm Quyến và Hồng Kông. Công ty chủ yếu tập trung vào các khoản đầu tư vào Trung Quốc.
Năm 2017, công ty thành lập chi nhánh tại Hoa Kỳ. Chi nhánh có trụ sở chính tại Seattle, Washington với các văn phòng tại Cambridge, Massachusetts và San Francisco, California.

## Các khoản đầu tư
- ByteDance[5]
- Xiaomi[6][7][8]
- Meituan[6][8]
- Bilibili[6]
- Zhihu[9]
- CanSino Bio[10]
- Schrödinger, Inc.[11]
- UBtech Robotics[12]
- Insilico Medicine[13]
- Megvii[8][14]
- APUS Group[15]
- RedDoorz[16]
- Mogujie[8]